# Кольский уезд (Калишская губерния)
Кольский уезд — административная единица в составе Калишской губернии Российской империи, существовавшая c 1837 года по 1919 год. Административный центр — город Коло.

## История
Уезд образован в 1837 году в составе Калишской губернии. В 1919 году преобразован в Кольский повет Лодзинского воеводства Польши.

## Население
По переписи 1897 года население уезда составляло 95 913 человек, в том числе в городе Коло — 9359 жит., в безуездном городе Домбе — 3149 жит.

### Национальный состав
Национальный состав по переписи 1897 года:
- поляки — 77 480 чел. (80,8 %),
- немцы — 9304 чел. (9,7 %),
- евреи — 8711 чел. (9,1 %),

## Административное деление
В 1913 году в состав уезда входило 14 гмин: 
| - Брудзев — пос. Брудзев, - Будзислав — д. Будзислав, - Држевце — д. Ольшурка, - Избица — пос. Избица, - Каршев — д. Весёлов, - Клодава — пос. Клодава, - Козьмин — д. Козьмин, | - Косцелец — д. Косцелец, - Кржикосы — д. Зеленка, - Люботынь — пос. Бабяк, - Пётрковице — д. Пётрковице, - Сомпольно — пос. Сомпольно, - Хелмно — д. Хелмно, - Чолово — д. Близна-Весь. |